# Monte Gatún
Gatún es un monte de la sierra de Peñalmonte, se cree que su origen es volcánico.

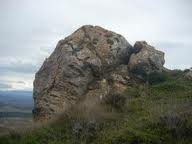
Cima de Gatun

Pertenece a Quel y a Villaroya.

## Flora
- Pino
- Carrasco. etc.

## Fauna
- Jabalí
- Corzo. etc.